# Akita (Klan)

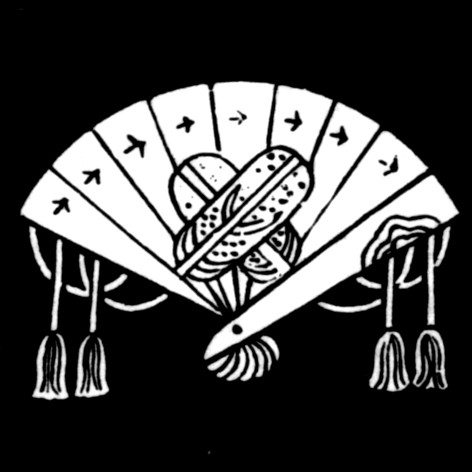
Wappen der Akita
(Akita-Fächer)

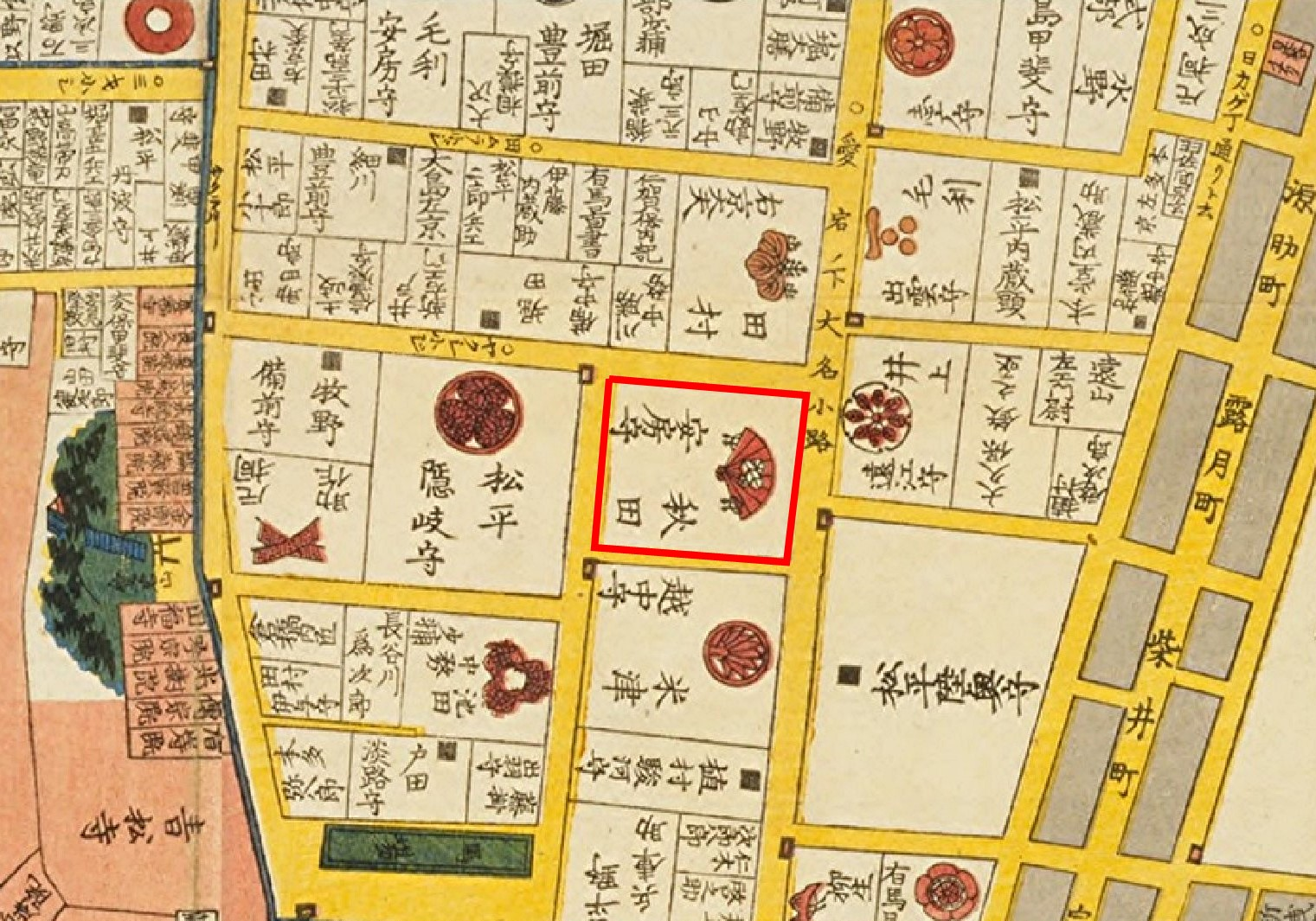
Akita-Residenz in Edo

Die Akita (japanisch 秋田氏, Akita-shi) waren eine Familie des japanischen Schwertadels (Buke), die sich von Abe no Sadatō († 1062) ableitete. Mit einem Einkommen von 55.000 Koku gehörten die in Miharu (Fukushima) residierenden Akita zu den kleineren Tozama-Daimyō der Edo-Zeit.

## Genealogie
Ab der Mitte des 15. Jahrhunderts residierten die Akita in der Burg Akita (Akita-jō) und führten den Titel Akita-jō no suke.
- Chikasue bzw. Yoshisue (愛季; 1539–1587) war Burgherr von Hiyama[Anm. 1] und gehörte zum Andō-Klan. Nach der Vereinigung seiner Familie mit den Andō von Burg Minato nahm er den Familiennamen Akita an.[3]
- Sanesue (實季/実季; 1576–1660), Chikasues Sohn, wurde 1602 nach Shishido[Anm. 2] (Hitachi) mit 50.000 Koku versetzt. 1630 wurde er nach Asama[Anm. 3] (Ise) verbannt, wo er auch starb.
- Toshisue (俊季; 1598–1649), Sanesues Sohn, wurde 1645 nach Miharu (Mutsu) mit 50.000 Koku versetzt, wo er und seine Nachkommen bis 1868 residierten. Danach Vizegraf.